# 12 речи (1. сезона)
Прва сезона драмске телевизијске серије 12 речи  емитована је од 21. новембра до 27. децембра на Суперстар ТВ. Прва сезона се састоји од 12 епизода.

## Радња
Млади правник са проблематичном прошлошћу, Милош Ивановић, добија посао у канцеларији познатог београдског адвоката. Постаје заступник одбране у великом процесу против мафијашког боса чија империја је уздрмана.
Током студија права Милош је упао у невоље и због тога није лако дошао до дозволе да се бави адвокатуром, односно да буде уписан у именик Адвокатске коморе. Због "црне мрље" у биографији Милош је годинама живео на социјалној маргини. Међутим, адвокат Томислав Грубор отвара Милошу врата велике, чувене адвокатске канцеларије.
Грубор заступа криминалну организацију на чијем челу је Жарко Чечерина који је под истрагом.
У недостатку других могућности, када су им сви рачуни блокирани, Чечерина одлучује да послове настави да обавља преко криптовалута. 
Суочен са личном кризом и са структурама моћи, Милош ће морати да бира између лојалности и правде..
Један од водећих женских ликова је и Даница Влаховић. Њен супруг Немања Влаховић, рачуновођа и финансијски саветник Жарка Чечерине, принуђен је да бежи у Србију. Део заплета прати и како Даница, која остаје сама са децом у Црној Гори, решава новонастале проблеме и покушава да помогне мужу у невољи.

## Епизоде
| Бр. еп. (укупно) | Бр. еп. (у сезони) | Наслов   | Редитељ        | Сценариста                                                                                           | Премијера          |
| --- | ------------------ | -------- | -------------- | --- | ------------------ |
| 1 | 1                  | Голуб    | Јелена Столица | Маријана Чулић, Немања Николић, Марко Милосављевић, Стеван Спасић, Марија Цветковић и Јелена Столица | 21. новембар 2020. |
| У адвокатску канцеларију Грубор долази на разговор Милош Ивановић. Он је амбициозни млади адвокат који није имао прилику да се бави правом у пракси, упркос одличном успеху на факултету, јер је током студирања полагао испите за друге и због тога одлежао у затвору 5 месеци. Због тог прекршаја избрисан је из именика адвокатске коморе, што представља препреку његовом запослењу. Међутим, искусни контроверзни адвокат Томислав Грубор у њему види потенцијал. |                    |          |                | |                    |
| 2 | 2                  | Граница  | Јелена Столица | Маријана Чулић, Немања Николић, Марко Милосављевић, Стеван Спасић, Марија Цветковић и Јелена Столица | 22. новембар 2020. |
| Финансијски стручњак Немања Влаховић сазнаје да је на потерници за прање новца и уз помоћ свог кума, црногорског инспектора Стевана, бежи преко границе у Србију да се сретне са Томиславом Грубором, адвокатом свог шефа Жарка Чечерине. Сви рачуни и токови новца су блокирани и Немања тражи од Томислава да пребаце новац који је остао слободан у криптовалуте. Милош Ивановић први дан на послу у адвокатској канцеларији Грубор добија задатак да прати суђење Чечерини, где среће Владимира Мирковића, заменика вишег јавног тужиоца, с којим има заједничку прошлост. |                    |          |                | |                    |
| 3 | 3                  | Сат      | Јелена Столица | Маријана Чулић, Немања Николић, Марко Милосављевић, Стеван Спасић, Марија Цветковић и Јелена Столица | 28. новембар 2020. |
| Томислав послуша Немањин савет да уложи у мајновање криптовалута и тражи од Роберта да му отвори "wallet". При отварању "wallet-a" Томислав укуцава своју одабрану шифру, али не зна за постојање надшифре коју чини 12 речи. Милош започиње своју каријеру у адвокатској канцеларији Грубор од основних послова - разношење разне документације по писарницама. Сара није у добрим односима са родитељима, поготово када они сазнају да је Милош добио посао код Грубора. |                    |          |                | |                    |
| 4 | 4                  | Студент  | Јелена Столица | Маријана Чулић, Немања Николић, Марко Милосављевић, Стеван Спасић, Марија Цветковић и Јелена Столица | 29. новембар 2020. |
| Милош је добио лиценцу да може поново да се бави адвокатуром. На суђењу Чечерини улази у сукоб са судијом Поповићем који је отац његове девојке Саре. Хакери се повезују на сервер којим се користи адвокатска канцеларија Грубор и сада имају приступ свим информацијама. Ивица одлази у посету сестри Јовани која не жели да има ништа са њим докле год је део криминалне групе. Након емотивних турбуленција у том дану Ивица напада локалне средњошколце. |                    |          |                | |                    |
| 5 | 5                  | Улица    | Јелена Столица | Маријана Чулић, Немања Николић, Марко Милосављевић, Стеван Спасић, Марија Цветковић и Јелена Столица | 5. децембар 2020.  |
| Мијо, Игор и Душан посматрају увиђај на месту Ивичиног убиства, које је за њих, у том тренутку, под неразјашњеним околностима. Душан одлази да Ивичиној сестри саопшти вести, а Игор да се распита шта се десило претходне вечери. Јаз између Милоша и Саре је све дубљи. Милош покушава да објасни Сари зашто је ушао у сукоб са њеним оцем на суђењу, али та свађа има лош исход. Роберт потврђује своје договоре са Кинезима за куповину графичких картица за одређену цифру, а онда се договара са Томиславом за други износ.                                              |                    |          |                | |                    |
| 6 | 6                  | Кремпите | Јелена Столица | Маријана Чулић, Немања Николић, Марко Милосављевић, Стеван Спасић, Марија Цветковић и Јелена Столица | 6. децембар 2020.  |
| Чечерина зове Мија из затвора. Зна да је убио погрешног човека и то из супротног клана и тражи му да реши то како зна и уме. Саша и Горан и даље не знају где је Вања и одлазе до Саре да јој испричају шта се догодило. Она их води код заменика вишег јавног тужиоца, Мирковића и покреће се истрага. Полиција испитује Јовану о њеним сазнањима чиме се Ивица бавио, али Јована ништа не открива. Игора зове припадник супротног клана и тражи му да им доведе Мија како би могли да се освете.                                                                             |                    |          |                | |                    |
| 7 | 7                  | Кеса     | Јелена Столица | Маријана Чулић, Немања Николић, Марко Милосављевић, Стеван Спасић, Марија Цветковић и Јелена Столица | 12. децембар 2020. |
| Даница Влаховић са децом покушава да побегне од надзора полиције и одлазе на аеродром, међутим тамо их сустиже Вучко, црногорски инспектор. Милош и Роберт продубљују однос тако што Роберт помаже Милошевом клијенту да се реши хакерског вируса. Игор и Душан пале Мијове ствари и документа. Томислав их сазива и саопштава им да у Београд долази Влаховићев човек од поверења. Стеван Влаховићу саветује да се пријави у програм заштићених сведока као једину опцију да сачува породицу од Жаркових људи.                                                                |                    |          |                | |                    |
| 8 | 8                  | Трафо    | Јелена Столица | Маријана Чулић, Немања Николић, Марко Милосављевић, Стеван Спасић, Марија Цветковић и Јелена Столица | 13. децембар 2020. |
| Нађен је Игоров ДНК узорак на Вањиној јакни и српска и црногорска полиција се вежу у размени информација. Робертов ортак Марко узима 400 хиљада из трафоа и одлази у самосталну куповину биткоина за Чечерину. Сару и Мирковића зближава случај на којем обоје раде, он гаји симпатије према њој од кад је она била студент а он асистент на Правном факултету. Милош је у Томиславовом ресторану, у друштву с манекенкама и с једном од њих проводи ноћ. |                    |          |                | |                    |
| 9 | 9                  | Бункер   | Јелена Столица | Маријана Чулић, Немања Николић, Марко Милосављевић, Стеван Спасић, Марија Цветковић и Јелена Столица | 19. децембар 2020. |
| Игор добија тајну поруку од свог кума, Чечерине, да не треба да верује Томиславу. На првом суђењу Игору, он бира да га брани Милош. Милош из притвора вади Марка, уз обећање да ће донети доказ о пореклу велике количине новца, који набавља од Томислава. Тијана долази код Влаховића у хотел да се упозна с његовим случајем. За Влаховића је наручен напад упозорења. Марко примећује да га полиција прати и бежи од куће, у пролазу између зграда га сусретне Душан који жели да га ућутка, али Марко успева да му помогне.                                               |                    |          |                | |                    |
| 10 | 10                 | Рођендан | Јелена Столица | Маријана Чулић, Немања Николић, Марко Милосављевић, Стеван Спасић, Марија Цветковић и Јелена Столица | 20. децембар 2020. |
| Томислав преко телефона којим прати Тијану види да је она кренула за Загреб и претпоставља да су и кључна документа тамо, те шаље Душана за њом. Тијана стиже у Загреб код Матее, сестре Данице Влаховић, која чува документе на сигурном. Милошев отац је у болници у тешком стању. Полиција долази до Немање који је у болници, а он не жели да разговара без адвоката. Саша сведочи на Игоровом суђењу и прећути веома битну информацију, што доводи у питање Игорову кривицу.                                                                                              |                    |          |                | |                    |
| 11 | 11                 | Ћелија   | Јелена Столица | Маријана Чулић, Немања Николић, Марко Милосављевић, Стеван Спасић, Марија Цветковић и Јелена Столица | 26. децембар 2020. |
| Роберт је ван Томислављевог знања звао Милоша да му буде бранилац, али не жели ништа да каже и брани се ћутањем. Томислав говори Жарку да треба да се реше Роберта, док је у притвору, јер може да пропева. Матеа је дошла у Подгорицу код Данице и организовала је дипломатско возило које ће Даницу и децу да изведе из земље. Томислав прети хакерима и наређује им да се иселе из ливнице. Тијана доноси папире у Београд и предаје их Милошу, јер она не може више да се носи са притиском.                                                                               |                    |          |                | |                    |
| 12 | 12                 | Кина     | Јелена Столица | Маријана Чулић, Немања Николић, Марко Милосављевић, Стеван Спасић, Марија Цветковић и Јелена Столица | 27. децембар 2020. |
| Немања Влаховић се појављује као кључни сведок на суђењу Чечерини. Сара сазнаје да је тата пријавио на посао у тужилаштву и размишља шта да ради. Милош и Леон праве 3Д печат суда како би извукли Роберта из затвора. Игор је организовао напад на Роберта у дворишту затвора. Хакери се селе из ливнице и носе са собом опрему коју је Грубор платио. |                    |          |                | |                    |